# Getty Kaspers
Getty Kaspers (Graz, 5 maart 1948) is een in Oostenrijk opgegroeide Nederlandse zangeres.

## Biografie

### Carrière
In Enschede kwam ze via de basgitarist Johnny Gaasbeek in contact met Teach-In. In 1973 werd ze de zangeres van deze band. Met Teach-In won Kaspers voor Nederland in 1975 het Eurovisiesongfestival, met het lied Ding-a-Dong. Na de in verkoop tegenvallende lp Get on board en hit Rose Valley viel de band uit elkaar en besloot Kaspers onder de artiestennaam Getty een solocarrière te beginnen. Hierna toerde zij nog kort met de groep Balloon, die naast Kaspers bestond uit Wilma van Diepen en Gaasbeek. Medio 1979 trok zij zich uit de popmuziek terug. In 1982 verscheen er nog wel een lp onder leiding van Eddy Ouwens.
Hoewel Teach-In een doorstart maakte, bleef de breuk met de band definitief. Tot 2007 bezocht Kaspers nooit een concert. Zo nu en dan was Kaspers met Ding-a-Dong te gast bij muziekprogramma's op televisie, zoals bij een Frans muziekprogramma in juni 2007. In 2009 trad Kaspers met de groep in de originele bezetting op bij de opening van het Eurovisiesongfestival in Moskou.  Verder trad Kaspers nog een keer met Teach-In op als intervalact tijdens het Songfestival van 2020 in Rotterdam in een medley van oud-winnaars. 

### Privé
Ten tijde van de zwangerschap verhuisde de moeder van Kaspers, Trudy, met haar zoon naar Oostenrijk. In Oostenrijk woonde de biologische vader van de zoon: een Oostenrijkse soldaat die Trudy tijdens de oorlog heeft ontmoet in Nederland. Getty werd geboren in Graz, maar haar moeder bracht haar naar een kindertehuis. Na drie en halve maand werd ze opgenomen in een pleeggezin in Weiz. Getty woonde hier tot haar vijftiende, waarna ze werd opgehaald door haar biologische moeder Trudy. Met haar keerde ze terug naar Nederland.
Over haar jeugd vertelt Kaspers dat ze altijd het gevoel heeft gehad in een keurslijf te zijn gestoken en met een harnas rondliep. 
De naam Kaspers kreeg Getty van de man met wie haar moeder trouwde na terugkeer in Nederland.
In april 2019 verscheen bij uitgeverij Luitingh-Sijthoff een boek over het leven van Kaspers, Een leven lang geleden.

## Discografie

### Singles
| Single met eventuele hitnotering(en) in de Nederlandse Top 40 | Datum van verschijnen | Datum van binnenkomst | Hoogste positie | Aantal weken | Opmerkingen             |
| ------------------------------------------------------------- | --------------------- | --------------------- | --------------- | ------------ | ----------------------- |
| Love me                                                       |                       | 11-9-1976             | tip13           |              | als Getty               |
| Mademoiselle (Mais Oui Je T'aime)                             |                       | 23-4-1977             | tip11           |              | als Getty               |
| Shelter me                                                    |                       | 22-10-1977            | tip23           |              | als Getty               |
| I'm alone                                                     |                       | 21-1-1978             | tip19           |              | als Getty               |
| Madame                                                        | 1982                  |                       |                 |              | als Getty               |
| Ik wil je liever niet meer zien                               | 1982                  |                       |                 |              | als Getty               |
| Vive Le Festival!                                             | 1989                  |                       |                 |              | als Getty               |
| Enschede                                                      | 2009                  |                       |                 |              | als Getty               |
| Jan Fortuin                                                   | 2010                  |                       |                 |              | als Getty               |
| Ding a Dong Love Song                                         | 2020                  |                       |                 |              | als Getty met Side2Side |
| Ding a Dong Love Song (The sun is up in the sky)              | 2025                  |                       |                 |              | als Getty Kaspers       |

### Album's
Getty's Album (1982)